# Chalcosyrphus pleuralis
Chalcosyrphus pleuralis är en tvåvingeart som först beskrevs av Kertesz 1901.  Chalcosyrphus pleuralis ingår i släktet mulmblomflugor, och familjen blomflugor. Inga underarter finns listade i Catalogue of Life.